# 古日向いろは
古日向 いろは（こひなた いろは）は、日本の漫画家。男性。福岡県出身。作品に『バガタウェイ』がある。

## 作品リスト

### 漫画作品

#### 連載
- バガタウェイ（『月刊コミックブレイド』2008年11月号 - 2014年9月号、2014年9月 - 2015年6月25日[4]）
- 鳴かせてくれない上家さん（原作：更伊俊介、『コミックフラッパー』2020年7月号[5] - 2021年9月号）
- 石神戦記（『webアクション』2023年2月24日[6] - ）

#### 読み切り
- 「はち」を題材とした1ページ漫画（『月刊コミックブレイド』2010年4月号[7]） - 『月刊コミックブレイド』創刊8周年記念漫画[7]。
- 「きゅう」をテーマとした漫画（『月刊コミックブレイド』2010年4月号[8]） - 『月刊コミックブレイド』創刊9周年記念漫画[8]。
- 防災 早めにアクション（『漫画アクション』2020年6号[9]） - 「漫画で考える災害」特集の企画漫画[9]。
- 寄道銭湯（『webアクション』2022年2月11日）[3]
- 自販機（『webアクション』2022年3月11日）[10]

### 書籍
- 『バガタウェイ』、マッグガーデン〈BLADE COMICS〉2009年 - 2015年、全12巻
- 『サクラクエスト』、芳文社〈まんがタイムKRコミックスフォワードシリーズ〉2017年 - 2018年、全5巻、コミックス描き下ろし[11]、第1話のみ『まんがタイムきららフォワード』2017年6月号に掲載
- 『鳴かせてくれない上家さん』、原作：更伊俊介、KADOKAWA〈MFC〉2020年 - 2021年、全3巻
- 『石神戦記』、双葉社〈アクションコミックス〉2023年 - 、既刊5巻（2025年5月29日現在）

### その他
- マッグガーデンフェア in アニメイト小冊子（2009年[12]）
- 花咲くいろは〜いつか咲く場所〜（小説、原作：P.A.WORKS 著：藤本透、2020年）挿絵